# Сельская гмина Раков
Гмина Раков — бывшая сельская гмина II Речи Посполитой, существовавшая с 12 декабря 1920 года в ново созданном Столпецком повете под Управлением территорий прифронтовых и этаповых, а 19 февраля 1921 года вместе со всем поветом вошла в состав ново созданного Новогрудского воеводства. 1 апреля 1927 года гмина вошла в состав ново созданного Молодечненского повета в Виленском воеводстве.
Гмина располагалась при советской границе и охватывала западную часть территории былой Раковской волости Минского уезда. 17 сентября 1939 года вошла в состав Белорусской ССР.
Административный центр – Раков (Молодецкий), который был отдельным городским магистратом.

## Поселения
1923: 146 поселений, в т.ч. 71 деревня, 49 фольвароков, 16 застенков, 5 колоний, 3 осады, 2 околицы.
1935: 213 поселений, в т.ч. 72 хутора.
1938: 147 поселений, в т.ч. 60 деревень, 30 фольварков, 16 осад, 13 имений, 8 хуторов, 6 застенков, 6 колоний, 2 мельницы, 1 околица, 1 тартак, 1 плебания, 1 лесничовка, 1 урочище, 1 гай.

## Источник
Побаль К. Валожыншчына ў складзе Польскай дзяржавы // Памяць: Гіст.–дакум. хроніка Валожынск. р-на / Укл. Я. Я. Янушкевіч. Мн., Маст. літ., 1996. С. 115.